# リャネス
リャネス（Llanes）は、スペイン・アストゥリアス州のコンセユ（基礎自治体）。

## 地理
大西洋のビスケー湾に面しており、およそ30kmの海岸線を持つ。コンセユ南部は石灰岩質の山地が連なる。緑あふれる谷間や、洞窟がある。

## 歴史
この地域に人が定住したのは旧石器時代後期にさかのぼる。コンセユ内に点在する洞窟には洞窟壁画を擁するものがある。鉄器時代からローマ帝国以前までは遺跡が乏しい。カストロ文化の遺跡が見られ、その他には女神マネスに捧げたとみられる墓石が発見されている。
中世のこの地域はアギラール(Aguilar)と呼ばれており、リャネスはプエブラ・デ・アギラールと呼ばれた。行政上の中心はクエラ山地にあるソベロン城であった。教会、12世紀のサン・サルバドール・デ・セロリオ修道院、地元貴族スアレスの間で土地が分断されていた。1225年にはレオン王アルフォンソ9世がリャネスにビリャ（町）の憲章を授け、地域の防衛を強化した。のちカスティーリャ王アルフォンソ10世が新たな憲章を授けている。当時のリャネス中心部は全て壁で囲まれており、防衛上の特徴を示していた。この壁はアルフォンソ10世の指示で建設が始まり、15世紀に完成した。アルフォンソ11世はリャネスに、年2回の市場を開く特権を与えた。同時にアルフォンソ11世はリャネスに自前で塩の倉庫を持つことも認めた。これ以降、リャネスの港の繁栄が始まった。リャネスの船はアンダルシア、ポルトガル、フランス、フランドル、そしてイングランドの港で見られるようになった。この特権は1493年、カトリック両王によって廃止された。特権廃止後、リャネス経済は畜産と農業が基幹産業となっていった。
13世紀から14世紀、貴族による市民の権利侵害から身を守る手段として、自治体はレオンやカスティーリャとの兄弟的連携を保とうとした。このため支配者のもとを転々とし、エンリケ2世はリャネスを庶子のノレーニャ伯アルフォンソに与えた。伯爵と王とのいさかいが続いた後、リャネスは再び王領の中の自治体となった。
15世紀、フアン2世は自らが没収した他の自治体の補償として、リャネスとリバデセリャをディエゴ・デ・キニョネスへ授けた。キニョネス家は王家との絶え間ない争いの末、エンリケ4世によってアストゥリアスから追放された。1490年に王領へ復帰するが、この時代に2度の大火に遭遇している。
16世紀から17世紀、強力なベネディクト会派のセロリオ修道院の圧力を受けた。一方で漁業と商業でリャネス港は繁栄していた。
18世紀から経済は衰退し始めた。断続的に起こる戦争、そして兵力補充のためスペイン海軍はリャネスの船乗りを海軍に登録させて仕官させたためである。
19世紀初頭の半島戦争ではフランス軍がリャネスへ侵攻した。1809年にもフランス軍が侵攻し町に火を放った。19世紀の間に数回フランス軍によってリャネスは陥落させられている。19世紀半ばには、リャネス住民の多くが新大陸へ渡った。

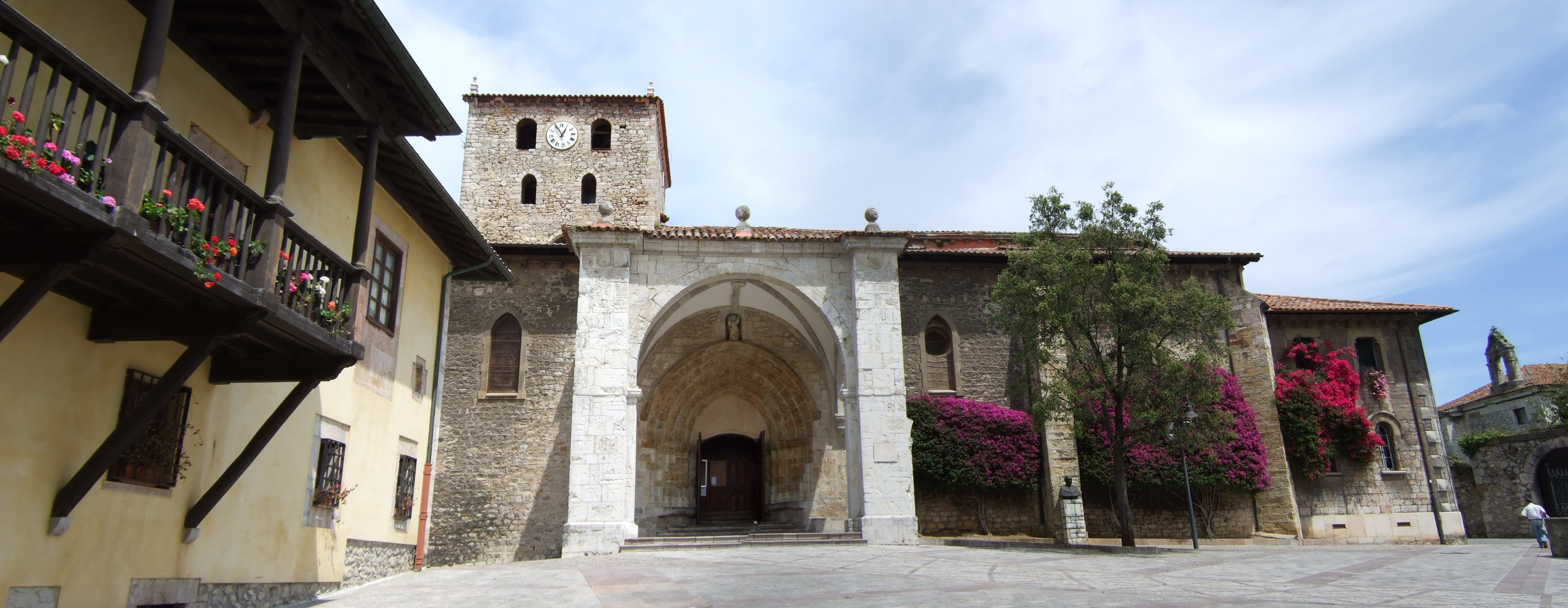
サンタ・マリア教会
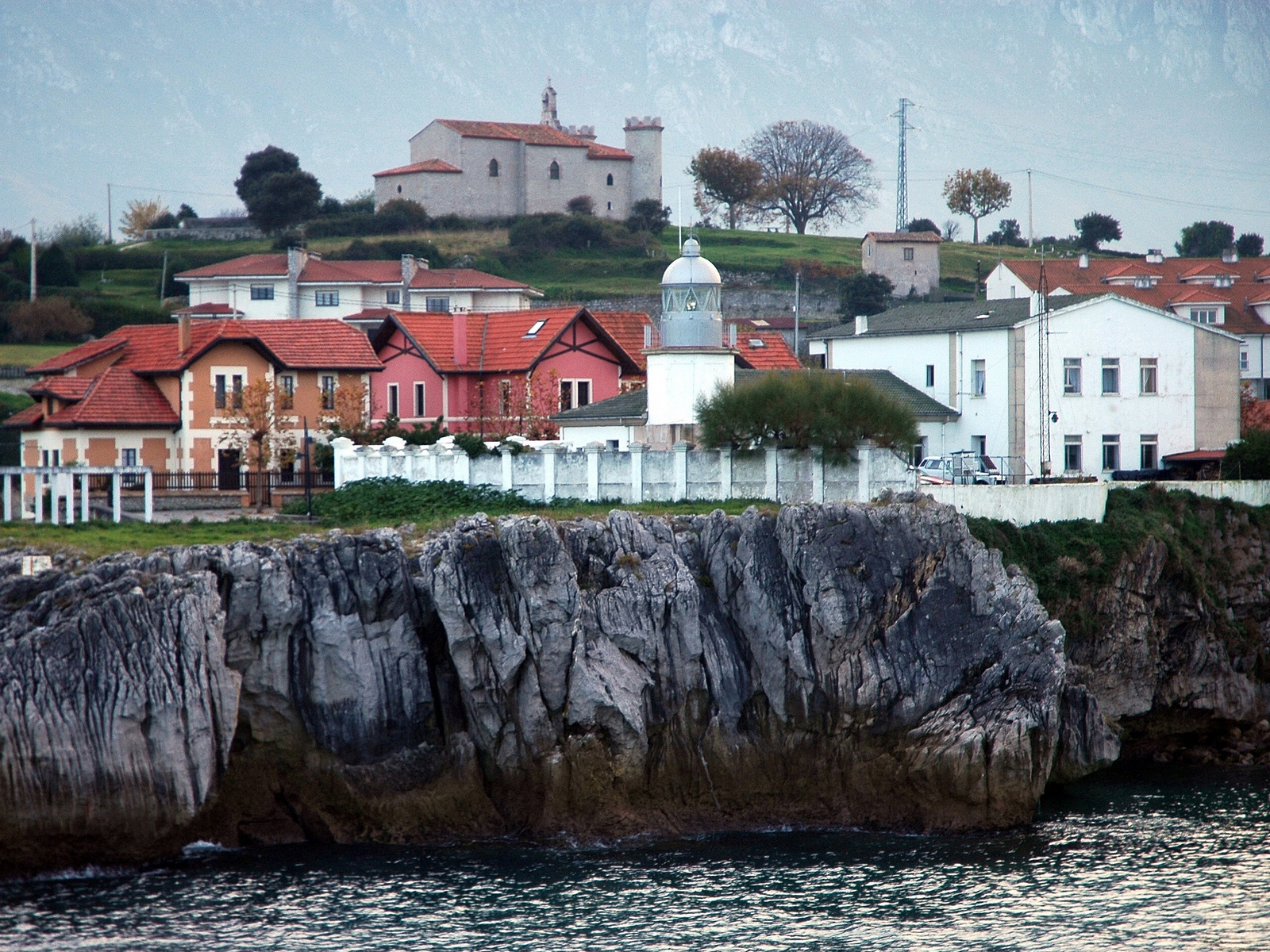
灯台
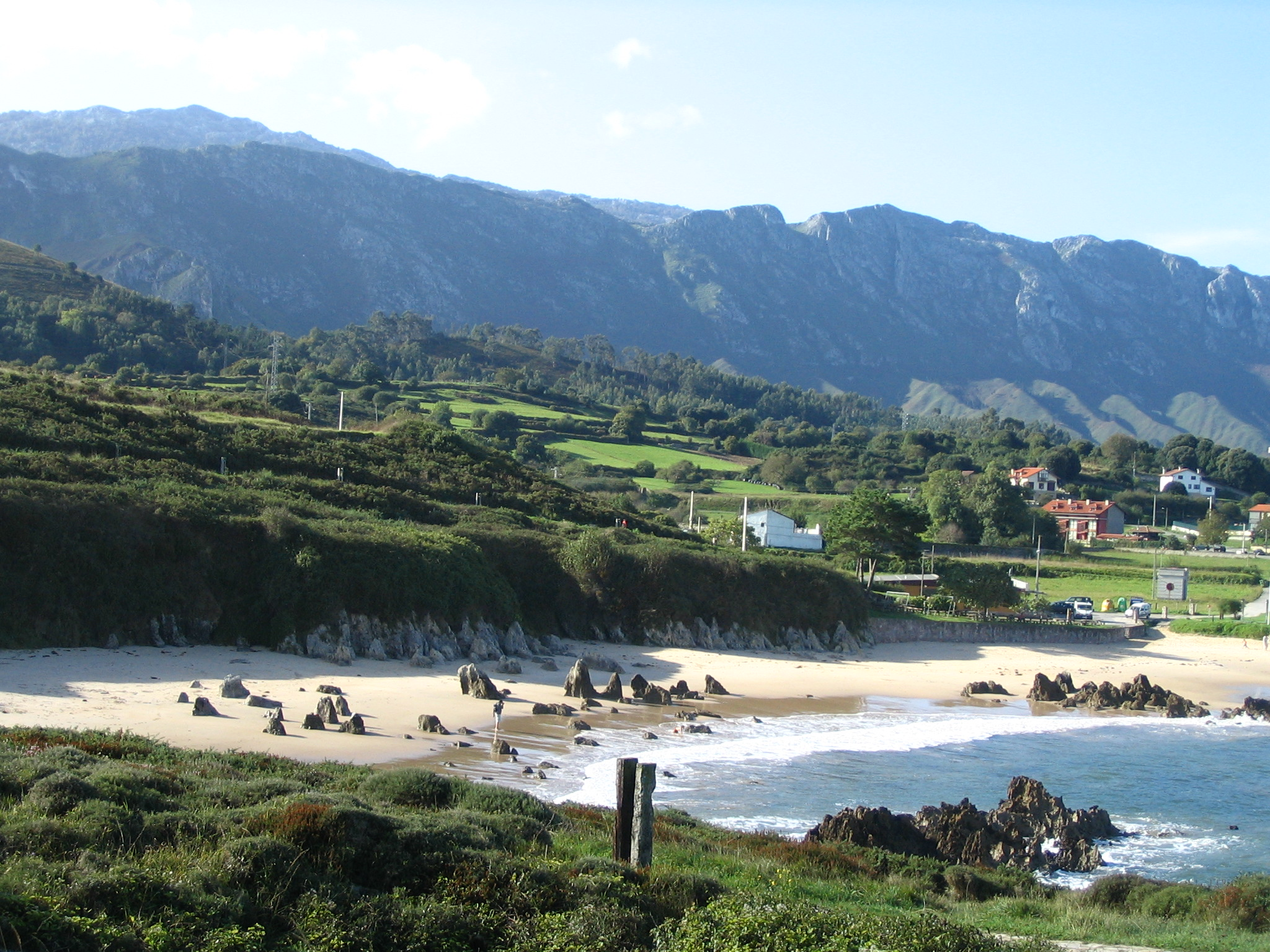
トロの砂浜
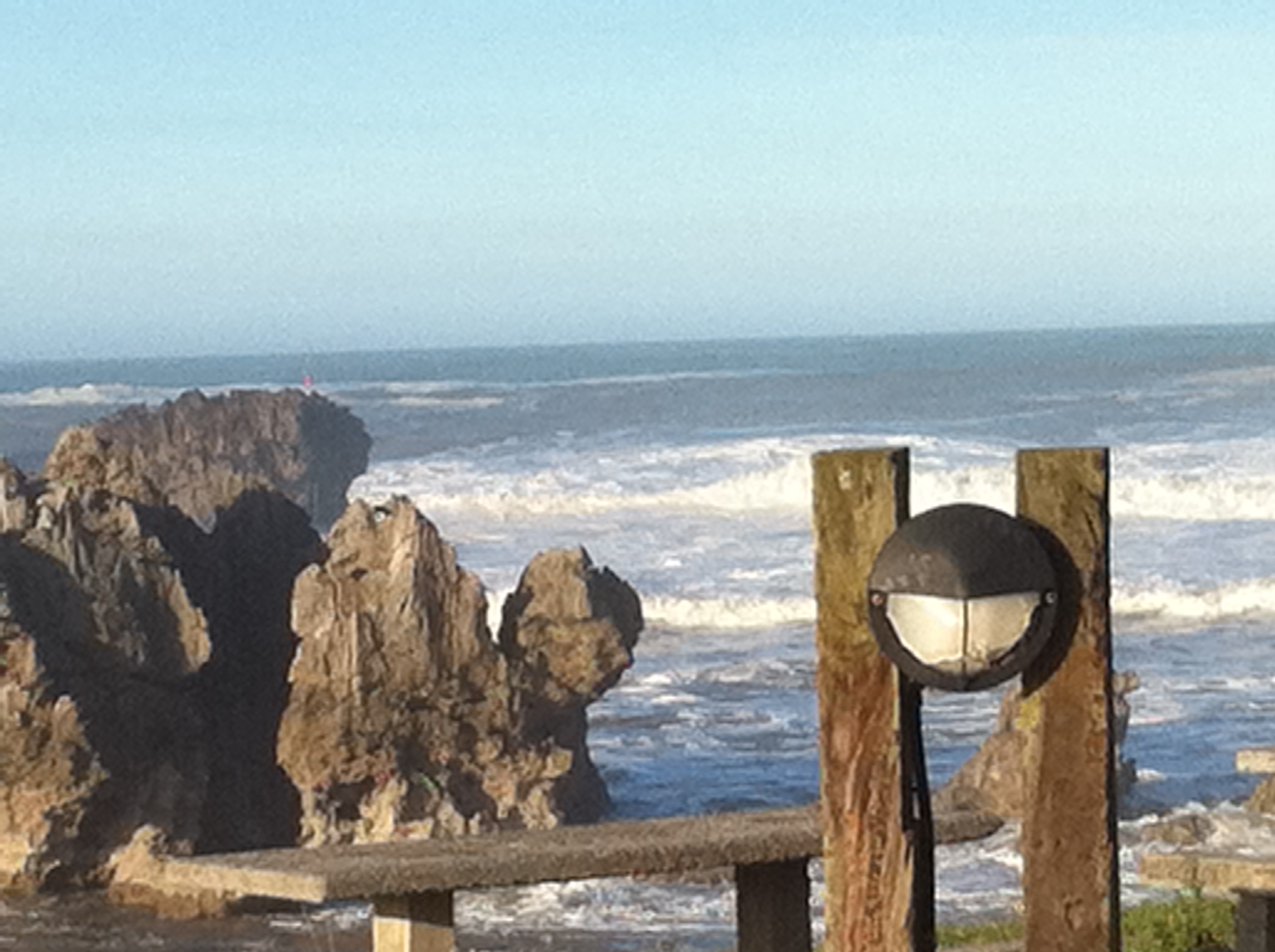
リャネスの海岸

## 経済
サービス業が中心となっており、観光シーズンの夏期のみ雇用される地元住民が非常に多い。その他農業、畜産、漁業があり、産業は缶詰製造など小さなものである。

## 交通
- 道路 – A-8号線（スペイン語版）（カンタブリア高速道）。ルーゴ県ベゴンテからサン・セバスティアンの区間。その他に県道のN-634、地方道AS-263。

## 教区
リャネスは28の教区で構成されている。
- アンドリン
- アルディサナ
- バロ
- カルドゥエニョ
- カランソ
- セロリオ
- クエ
- オントリア
- ラ・ボルボリャ
- リャネス
- ロス・カリェホス
- ロス・カリレス
- マレテリア
- メレ
- ナベス
- ヌエバ
- パレス
- ペンドゥエレス
- ポオ
- ポルア
- ポサダ・デ・リャネス
- プリア
- プロン
- ラレス
- サン・ロケ・デル・アセベル
- トレスグランダス
- ビルバニョ
- ビディアゴ

## 統計
1920年の人口23,349人をピークに減少傾向にある。1920年代、リャネス住民は移民としてメキシコやベネズエラへ渡った。国内ではこれらの国を「リャネス人植民地」(las colonias llaniscas)と呼ぶこともある。その後移民の流れは、職を求めてアストゥリアス州都オビエドへ移ったり、マドリードへ向かったりするようになった。リャネス住民の最大の課題は、人口の3割が60歳以上という、高齢化である。

## 人口
| リャネスの人口推移 1842－2011                           |
|                                                         |
| 出典:INE（スペイン国立統計局）1900年 - 1991年、1996年 - |

## 出身者
- マヌエル・アルセ（スペイン語版）(1928-) : 著作家。
- ホセ・イグナシオ・グラシア・ノリエガ（スペイン語版）(1945-) : 著作家。
- ホセ・エンリケ・ロサス（スペイン語版）(1945-2014) : 弁護士・政治家。リャネス市長（1979-1987）。

## 姉妹都市
- アデヘ、スペイン
- クアウトラ、メキシコ
- ティアス、スペイン
- オロシュハーザ（スペイン語版）、ハンガリー